# Micrathetis benjamini
Micrathetis benjamini là một loài bướm đêm trong họ Noctuidae.